# Fierzë
Fierzë est une localité et une commune de la préfecture de Kukës, au nord de l'Albanie. Lors de la réforme du gouvernement local de 2015, elle est devenue une subdivision territoriale du district de Tropojë. Fierzë se trouve sur les deux rives du Drin qui forme ici la frontière entre les districts de Fushë-Arrëz (en) et de Tropojë. 